# Sreten Lukić
Sreten Lukić (v srbské cyrilici Сретен Лукић 28. března 1955, Višegrad, Jugoslávie) je bývalý generál srbské policie, dnes v penzi.
Lukić byl náčelníkem štábu Ministerstva vnitra Srbska během války v Kosovu v letech 1998 až 1999. Mezinárodní trestní tribunál pro bývalou Jugoslávii v Haagu jej odsoudil v roce 2009 za válečné zločiny.

## Biografie
Lukić vystudoval Střední školu pro vnitřní záležitosti v roce 1974. Po zakončení studia začal pracovat v Užici jako inspektor, později náčelník odboru a nakonec jako pomocník náčelníka pro policejní záležitosti.
V letech 1987–1991 byl náčelníkem milice, veřejný pořádek a bezpečnost dopravy v tehdejším Republikovém sekretariátu vnitra Socialistické republiky Srbsko. Na počátku roku 1992 byl Lukić jmenován zástupcem náčelníka policie v Bělehradě.
Dne 1. června 1998 byl Lukić jmenován náčelníkem štábu Ministerstva vnitra Srbska na území Kosova, kde získal hodnost
generálmajora. V květnu 1999 se stal generálplukovníkem. Kromě toho byl také v čele Správy pro pohraniční záležitosti.
Lukić pracoval v bezpečnostních složkách až do března 2004, kdy jej vyhodil Vojislav Koštunica.[zdroj?]
V roce 2003 vypsal na Lukiće Mezinárodní trestní tribunál pro bývalou Jugoslávii v Haagu zatykač. Obviněn byl z válečných zločinů na území Kosova během roku 1999. Obžaloba ho dále vinila ze záměru vyhnat albánské obyvatelstvo z Kosova do Albánie. Rovněž jej uznal vinným za zločiny spáchané v Peći, Dečanech, Đakovici, Prizrenu, Orahovaci, Suvé Rece, Srbici, Kosovské Mitrovici, Vučitrnu, Prištině, Gnjilanu, Uroševaci a Kačaniku.
Srbsko a Černá Hora Lukiće vydaly v roce 2005. Odsouzen byl v roce 2009 na 22 let vězení; v roce 2014 mu byl trest snížen na 20 let.